# Cleisostoma rhyncholabium
Cleisostoma rhyncholabium är en orkidéart som beskrevs av Leslie Andrew Garay. Cleisostoma rhyncholabium ingår i släktet Cleisostoma, och familjen orkidéer. Inga underarter finns listade i Catalogue of Life.